# Марк Тіцій
Марк Тіцій (66 — після 10 року до н. е.) — політичний та військовий діяч Римської республіки, консул-суффект 31 року до н. е.

## Життєпис
Походив з патриціанського роду Тіціїв. Син Луція Тіція та Мунаціі. У 43 році до н. е. батько Тіція був проскрибований та втік на Сицилію до Секста Помпея, а сам Марк Тіцій за власним рішенням зібрав флот у Нарбонській Галлії. У 40 році до н. е. біля узбережжя Етрурії він був захоплений у полон Метродором, легатом Секста Помпея, але помилуваний на прохання батька і залишився на Сицилії.
Після Путеольської мирної угоди 39 року до н. е. Марк Тіцій був відновлений у правах. Приєднався до Марка Антонія і у 36 році до н. е. служив його квестором під час парфянської війни. Намагався перешкодити необачному бою з парфянами, який розпочав Флавій Галл, але нічого не домігся. Врешті римляни зазнали поразки. У 35—34 роках до н. е. Тіцій як префект флоту був спрямований Антонієм до Азію для боротьби із Секстом Помпеєм. Тут Тіцій не зміг перешкодити його висадці, але на чолі військових сил на суходолі пішов за Помпеєм у напрямку Вірменії. Коли Секст був оточений і здався, Тіцій взяв його під варту й стратив, ймовірно, за наказом Антонія. Цією стратою Тіцій здобув собі погану славу у народі й пізніше, під час консульства, був вигнаний з театру Помпея, коли влаштовував там видовище. У 34 році до н. е. Тіцій був проконсулом провінції Азія.
У 32 році до н. е. вступив у конфлікт з царицею Клеопатрою через те, що виступав проти її участі у війні проти Октавіана, згодом перейшов на бік Октавіана. Розкрив йому зміст заповіту Антонія. У цьому ж році став членом колегії понтифіків. У 31 році до н. е. Марк Тіцій обіймав посаду консула-суфекта з 1 травня по 1 жовтня. Разом з Титом Статілієм Тавром командував сухопутними військами у війні проти Антонія. Напередодні битви при Акції завдав поразки кінноті Антонія і залучив на свій бік пафлагонського царя Дейотара Філадельфа.
У 13-10 роках до н. е. Тіцій обіймав посаду легата Сирії, де вступив у конфлікт з Архелаєм, царем Каппадокії, але примирився з ним за посередництва Ірода, царя Юдеї. Брав участь у перемовинах з царем Парфії Фраатом IV і отримав від нього чотирьох синів як заручників.

## Родина
Дружина — Фабія Пауліна
Діти:
- Марк Тіцій